# Selector Infected WIXOSS
Selector Infected WIXOSS (セレクター インフェクテッド ウィクロス?) es un anime japonés producido por J.C.Staff y emitido originalmente en Japón en abril de 2014. Ha sido licenciado por Funimation para su transmisión legal en Estados Unidos. Una secuela titulada Selector Spread WIXOSS, se anunció para otoño de 2014, además de un manga spin-off. A continuación de la segunda temporada, se estrenará una película llamada Selector Destructed Wixoss en febrero de 2016.

## Argumento
WIXOSS es un juego de cartas muy popular, especialmente entre estudiantes de secundaria. Pero pocos saben que las cartas LRIG en realidad tienen vida propia. Solo mujeres necesitadas de un milagro en sus vidas pueden escuchar las voces de las LRIGs, y aquellas que poseen una son llamadas "Selectors". La Selector que pueda ganar un cierto número de batallas de WIXOSS contra otras, podrá convertirse en Eternal Girl, y cumplir su deseo. De esta forma las Selectors se ven arrastradas al vórtice de un peligroso juego.

## Personajes

### Selectors
Rūko Kominato (小湊 るう子 Kominato Rūko?)
 Seiyū: Ai Kakuma
Es la protagonista principal de la serie. Ella se inicia en el juego WIXOSS por una baraja que le regala su hermano menor. En la primera temporada posee una LRIG blanca, a quien nombró Tama y en la segunda temporada,a Iona, después llamada Yuki, una LRIG negra, que ayuda a Ruuko a recuperar a Tama. Vive con su abuela porque su madre la abandonó. Al final usa el poder del deseo para crear un mundo dónde las batallas selectors dejan de existir y las respectivas LRIGs supervivientes vuelven a sus vidas normales.
Yuzuki Kurebayashi (紅林 遊月 Kurebayashi Yuzuki?)
 Seiyū: Ayane Sakura
Es amiga de Ruko. Ella Posee una tarjeta LRIG llamada Hanayo. Está enamorada de su hermano menor mellizo Kazuki y no soporta verlo con otra mujer, siendo esta la razón para jugar a Wixoss. Al convertirse en eternal girl  regresa como LRIG de Hitoe; ella y Ruuko todavía la tratan como amigas pese a su condición. Aún convertida en LRIG sigue enamorada de su hermano menor.
Hitoe Uemura (植村 一衣 Uemura Hitoe?)
 Seiyū: Ai Kayano
Es una chica tímida que posee una tarjeta LRIG, Midoriko. Su deseo era tener amistades pero luego descubrió que no necesitaba jugar a Wixoss para hacerlas; perdió tres veces y esto revirtió su deseo, por lo que se borraron todos sus recuerdos de sus amigas, condenándola a sentir dolor cuando estuviera en contacto con personas y objetos que pudiesen representar amistad hacia ella.  Esto no impidió hacerse Selector por segunda vez al obsequiarle su madre un nuevo mazo de cartas. Llegó a la final el torneo organizado por Iona Urazoe, enfrentándose Ruuko, develándose que había recuperado sus recuerdos a pesar del dolor y su deseo de rescatar a Yuzuki de ser una LRIG. Finalmente Ruuko la derrota.
Akira Aoi (蒼井 晶 Aoi Akira?)
 Seiyū: Chinatsu Akasaki
Es una modelo de una familia pobre que odió a la Iona original tanto que deseó que alguien le cortara el rostro. Según el manga ella se compró una LRIG (Piruluk) y al principio retó Iona directamente (ella ya había sido cambiada por Kuro), quien lo rechazó alegando que no tenía suficiente nivel. Luego conoció a Uemura quien venció fácilmente para luego acosar a Yuzuki con retarla. Según un flashback después de Uemura retó a una mujer que ya había perdido dos veces y al ganarle le dio un infarto y murió. Luego llega a Kominato quien la vence. Finalmente llega con Iona y ante la enfrenta pierda revirtiendo su deseo de la lesión en la cara.
En la segunda temporada se enamora de Ulith y se vuelve a convertir en Selector, secuestra a Hitoe pero es regañada por Ulith que esto no estaba en sus planes, Akira se enfrenta en Ulith en el wixoss donde es obvio que Ulith ganó y lo que pasó con Akira es desconocido. Su nueva LRIG era Mirurun.
Iona Urazoe (浦添 伊緒奈 Urazoe Iona?)
 Seiyū: Asami Seto
Es una mujer de una familia millonaria con el típico comportamiento de alguien de esta clase social, despreciando a Akira Aoi por ser pobre. Luego Kuro asume su identidad en esto Akira quien trata de enfrentarla ignorando el cambio Kuro la rechaza alegando que no tiene suficiente nivel; así que Akira se va buscando gente a quien enfrentar. Luego se enfrenta la furia de Mayu cuando Urazoe se niega a ser LRIG, así que envía con las selectoras más débiles que encontró para que aprenda del sufrimiento. En Spread vuelve a su cuerpo físico y con esta experiencia cambió su actitud hacia lo demás. Solo aparece en Spread
Chiyori (ちより?)
 Seiyū: Mako Morino
Es una niña de escuela primaria que lee novelas sobre Wixoss y está obsesionada con convertirse en LRIG. Usa ropa similar a la usada por su LRIG Eldora, Incluso se dibujó a sí misma como LRIG. Ruuko y Hitoe hacen lo posible por protegerla de su obsesión al grado de finalmente derrotarla para que vuelva a ser una niña normal sin relación con Wixoss.
Fumio Futase (ふたせ 文雄 Futase Fumio?)
 Seiyū: Mako Morino
Es una joven novelista autora de las novelas que Chiyori solía leer. En realidad la Fumio que se presente ante Ruuko y Hitoe es su LRIG. La original tenía un serio problema de violencia intrafamiliar y se enteró del Wixoss por otra mujer que alardeaba se ganar siempre. Fumio usó el poder el deseo para hacer sus novelas escritas se publicaran teniendo suficientes ingresos para que su LRIG pueda ingresar a la universidad.

### LRIG
Tama (タマ?)
 Seiyū: Misaki Kuno
Es la tarjeta LRIG de Ruko, blanca. Ella tiene una personalidad infantil y solo se limita a decir unas pocas palabras. En la batalla, sin embargo, muestra una sed de sangre aterradora. Su verdadero nombre es Shiro. En los últimos minutos de Spread reencarna como un espíritu humano, ya que no tiene cuerpo al cual volver y Ruuko no la puede ver, pero siente su presencia.
Hanayo (花代?)
 Seiyū: Ayako Kawasumi
Es la tarjeta LRIG de Yuzuki antes de que se apoderara de su cuerpo, roja. Después de ganar como LRIG de Yuzuki se vuelve amante de su nuevo hermano menor biológico. En Spread al rebelarse a Kazuki la verdad por accidente, sufre las consecuencias de no cumplir el deseo de Yuzuki. Esto desata la serie de batallas finales de Ruuko con la esperanza de poder salvarla de la muerte.
Midoriko (緑子?)
 Seiyū: Minami Takahashi
Es la primera LRIG de Hitoe, verde. Después de perder como LRIG de Hitoe fue asignada a una nueva Selector. Es mujer pero habla con una voz masculina. Quiere mucho a Hitoe y hace lo posible por protegerla de convertirse en LRIG.
Piruluku (ピルルク?)
 Seiyū: Saori Ōnishi
Es la primera LRIG de Akira, azul. Puede usar un arte o habilidad que elimina los SIGNIs (tarjetas) del nivel que quiera y también averigua el deseo de la Selector rival. Su verdadero nombre es Kiyoi Mizushima quien entró al Wixoss con la idea de despertar del coma a una persona llamada Ayumi Sakaguchi. Después de perder con Akira solo volvió a aparecer en los minutos finales de Spread.
Ulith (ウリス Urisu?)
 Seiyū: Rie Kugimiya
Es la LRIG de Iona, negro. Originalmente era una mujer de cabello morado y seifuku azul que disfrutaba haciendo sufrir a otras personas y deseó ser parte del sistema LRIG con el único fin de disfrutar del sufrimiento de las demás. En Spread se aprovecha de la debilidad de Akira para hacerla cómplice en su venganza. Se vuelve a convertir en Selector y su LRIG será Tama. Dado que era la LRIG de Mayu en la batalla final, al perder esta Ulith es asesinada a golpes. Su verdadero nombre es Rumi Igarashi.
Eldora (エルドラ Erudora?)
 Seiyū: Satomi Arai
Es la LRIG de Chiyori, azul. Si bien al principio no le da toda la información, cuando Ruuko y Hitoe le confirman a Chiyori la realidad del juego en un intento de hacerla entrar en razón, Erudora comienza a hablar más abiertamente con su selector para aconsejarla y protegerla, forjando una profunda amistad con ella.
Yuzuki (柚木?)
Yuzuki en su forma LRIG, rojo. Dispara láseres.
Yuki (ユキ?)
Una de las LRIG primigenias, junto con Shiro fue creada por Mayu como mera distracción y luego para esparcir sufrimiento por el mundo. Ella conoció a Urazoe y entonces tenía un aspecto llamándose solo "LRIG"; luego silenciosamente asume la identidad de ella. Akira Aoi (sin saber del cambio), la desafía pero Kuro la rechaza por no tener suficiente nivel,  -Kuro solo buscaba selectoras excepcionalmente fuertes, incluso aunque perdiera activaría el Eternal Girl para ser LRIG de su rival-, con este método llegó hasta Kominato.
En Spread cambió su actitud al saber que la vida no es solo batallas.
Mirurun (ミルルン?)
Segunda LRIG de Akira Aoi también de azul. Tiene un gato en la cabeza.
Anne (アン An?)
La LRIG de Futose, verde.
Futose (フトース Futōsu?)
La LRIG que robó el cuerpo de Fumio, no recordaba su nombre humano y Fumio la llamó Futose. Era azul.
Remember (覚えている Oboete iru?)
LRIG de Kiyoi Mizushima/Piruluk, solo en el manga.

### Otros
Kazuki Kurebayashi (紅林 香月 Kurebayashi Kazuki?)
 Seiyū: Yūsuke Kobayashi
Es el hermano menor gemelo de Yuzuki. Al no ser un Selector, para él Hanayo es solo un dibujo estático sin voz, pero Yuzuki suele contarlo sobre lo que Hanayo dice. En el primer encuentro entre Yuzuki y Ruko, el ayuda a Ruko asumiendo que no le gustan las injusticias. Al parecer no es consciente de los sentimientos de Yuzuki hacia él.
Ayumu Kominato (小湊 歩 Kominato Ayumu?)
 Seiyū: Haruki Ishiya
Hermano mayor de Ruko. Fue quien le compró su baraja de cartas WIXOSS.
Hatsu Kominato (小湊 ハツ Kominato Hatsu?)
 Seiyū: Tamie Kubota
Abuela de Ruko.
Honoka (ホノカ Honoka?)
 Seiyū: Shizuka Ishigami
Una joven en Infected que estaba enamorada de Kazuki pero no le confesaba por interferencia de su hermana mayor Yuzuki, a quién dio una golpiza con la amenaza que no se acercara al hermano menor; posteriormente trató de besarlo detrás de una máquina expendedora pero él lo rechazó por estar ya bajo el efecto del deseo que Yuzuki que unos minutos antes se volvió Eternal Girl. Honoka se le vio con una baraja en las manos pero no es una selectora.
Mayu (まゆ?)
 Seiyū: Risa Taneda
Una mujer misteriosa que controla Wixoss. En realidad Mayu es el fantasma de una niña muerta hace años con un trauma pues mientras vivía nadie la llamaban por su nombre. Creó unas amigas imaginarias (Shiro y Kuro) y más tarde otras para comenzar el sistema selector por el cual la lógica sería las selectoras luchan entre sí hasta que una llegara hasta Mayu para que repitiera su propio nombre.
Sachi Togasaki (戸崎 さち Togasaki Sachi?)
 Seiyū: Shizuka Ishigami
Fue la hermana adoptada de Rumi Igarashi, ella entró al wixoss para hacer que Rumi desapareciera pero como perdió tres veces esto le pasó a ella. Luego cede su cuerpo a Tama pueda resucitar en el mundo real y estar con Ruuko. Solo aparece en la película.

## Media

### Anime
El anime es producido por J.C. Staff. Es dirigido por Takuya Sato y escrito por Mari Okada, con diseños de personajes de Kyuta Sakai y música de Maiko Iuchi. La serie se estrenó el 3 de abril de 2014. El tema de apertura es "Killy Killy JOKER" por Kanon Wakeshima y el tema de cierre es "Realize - The Place of Dreams-" por Cyua. En marzo de 2015 se anunció que se estaba doblando al idioma alemán para emitirse en la televisión de Alemania.

### Lista de episodios
Anexo:Episodios de Selector Infected WIXOSS

### Manga
Dos mangas se han anunciado, uno llamado -Blue Appli- sobre Piruluk (ISBN 408890088X) y otro Re/verse con personajes originales, ambos publicados en la revista Ultrajump y recopilados en tomos independientes.
Un juego de cartas promocional fue lanzado por Takara Tomy, titulado precisamente WIXOSS. El juego se basa en convocar SIGNIs o criaturas y hechizos para vencer a la LRIG rival, cada una de las LRIGs tiene artes o habilidades propias basadas en el anime.
En 2015 se publicó un manga spin off de la LRIG Tama para la CoroCoro Aniki de Shōgakukan

### Película
Durante un evento en el Centro Cultural de la ciudad de Ichikawa, se informó acerca del proyecto de realizar una película animada. Dicho proyecto será estrenado el día 13 de febrero de 2016 en los cines japoneses. Contará con la dirección de Takuya Satō y el elenco será el mismo que el de las dos temporadas. Además, se confirmó que también se contará con la participación de Kanon Wakeshima.